# Киевский военный округ

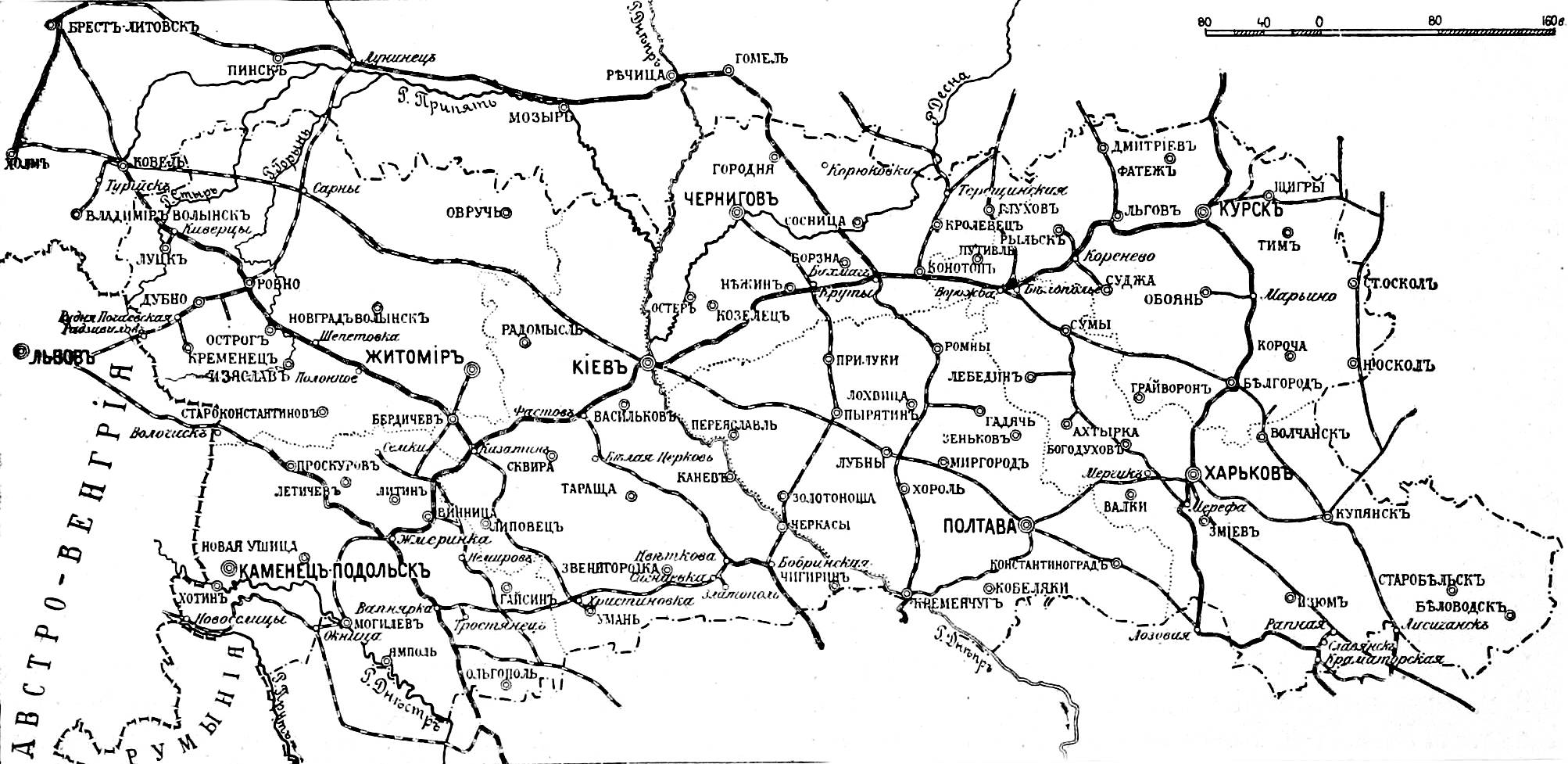
Карта из статьи «Киевский военный округ»
(«Военная энциклопедия Сытина»;, 1913 год)

Ки́евский вое́нный о́круг (КВО) (укр. Київський військовий округ) — один из первых военных округов в Российской империи (1862 год), позже оперативно-стратегическое территориальное объединение Вооружённых сил Украины и Крыма, Союза ССР и Украины, существовавшее в 1919, 1920—1922, 1935—1941 и 1943—1992 годах. С 1968 года — Краснознамённый Киевский военный округ. Управление округа в разные годы находилось в Киеве (осенью 1919 — в Новозыбкове).

## История

### В Российской империи

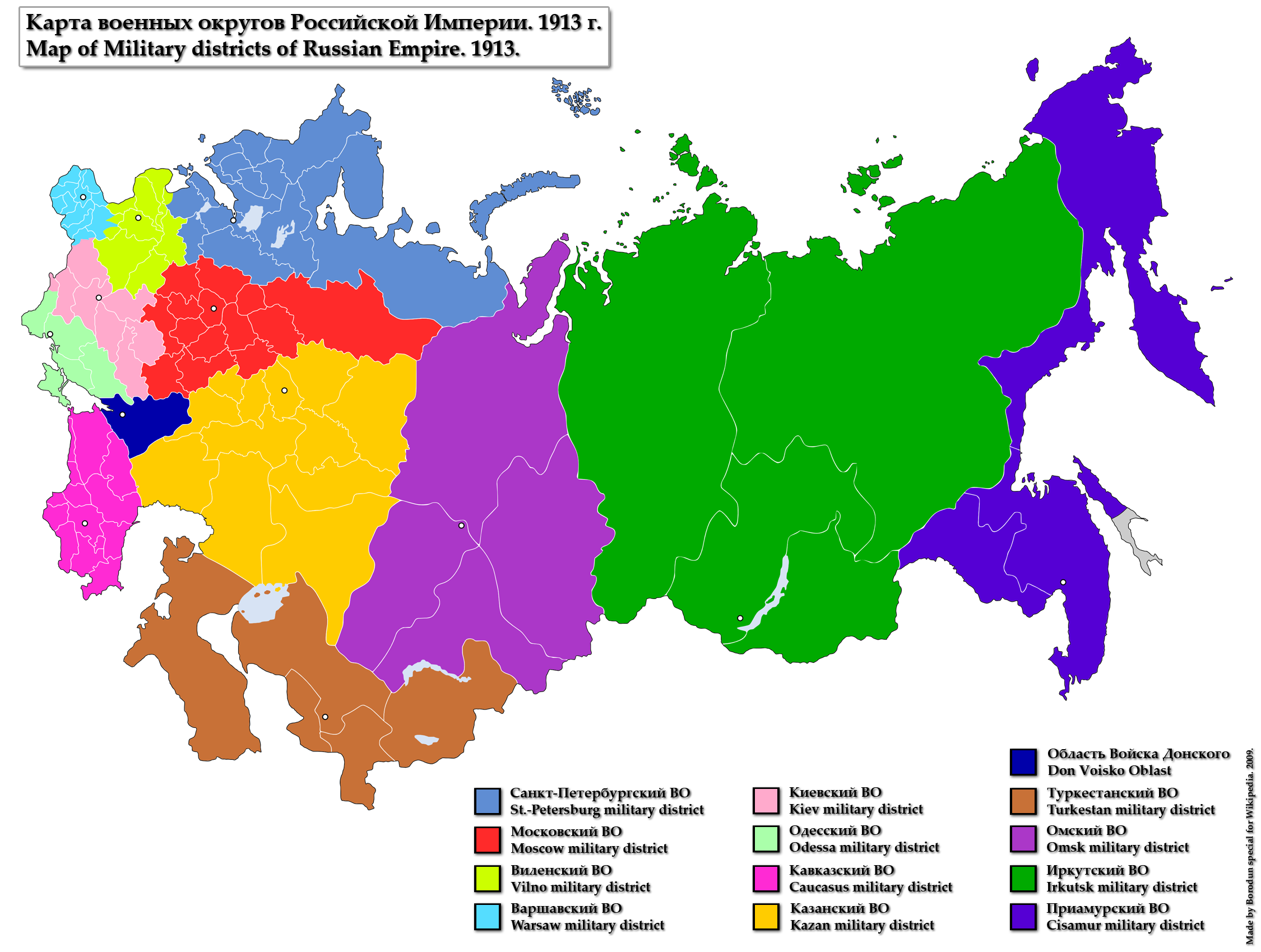
Карта военных округов. 1913 г.

Киевский военный округ был создан во время военной реформы министра Д. А. Милютина, которая предусматривала переход на военно-окружную систему управления сухопутными войсками. Округ образован в июле 1862 года вместе с Виленским и Варшавским округами вместо 1-й армии. Включал территории Киевской, Волынской, Подольской, а с 1888 года ещё и Курской, Полтавской, Харьковской и Черниговской губерний. Командующий войсками округа часто одновременно занимал должность Киевского, Подольского и Волынского генерал-губернатора. В июле 1914 года из войск округа сформирована 3-я армия.

### Упразднение в 1918 году
В ходе революционных событий конца 1917—1918 годов командование Киевского округа оказалось отстранено от управления округом. По результатам Киевский военный округ подлежал упразднению, так как находился на территории, которую большевистское правительство по Брест-Литовскому договору 3 марта 1918 года уступило Германской империи.

### Восстановление советской власти в начале 1919 года
После Октябрьской революции Киевский военный округ был образован советской властью 12 марта 1919 года на территории Киевской, Черниговской и, по мере установления советской власти, Подольской, Волынской, Херсонской и Одесской губерний. 23 августа 1919 года округ расформирован под угрозой потери Киева войсками РККА, войска округа отступили с армией.

### Киевская военная область ВСЮР осенью — зимой 1919 года
1919 год

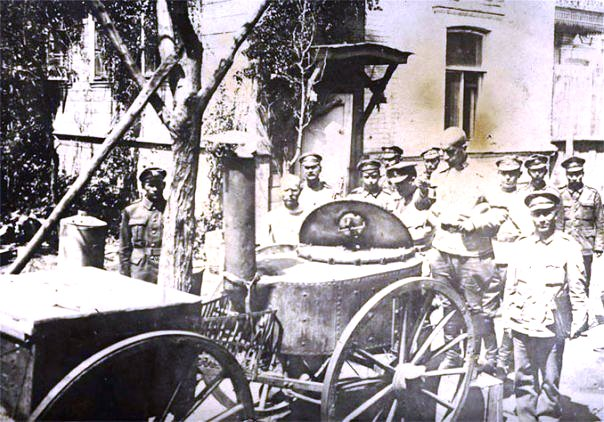
генерал Н. Э. Бредов проверяет пищу полковой кухни войск Киевской военной области ВСЮР, Киев, сентябрь 1919 г.

Аналог Киевского военного округа был создан силами Белого движения, взявшими власть в городе Киеве 31 августа 1919 года.
7 сентября 1919 года в составе Вооруженных силы Юга России была образована Киевская военная область, повторявшая границы западной половины (до Полтавской губернии включительно) Киевского военного округа, существовавшего в период в Российской империи. Главноначальствующим войск Киевской области был назначен генерал А. М. Драгомиров.
После неудачи похода на Москву и отступления белогвардейских войск под напором войск РККА 14 декабря 1919 года Киевская военная область была упразднена, а войска Киевской области ВСЮР расформированы, и переподчинены войскам Новороссийской области.

## Формирование округа правительством Советской Украины
1919 год
12 декабря по просьбе правительства Советской Украины Революционный военный совет Республики дал поручение Всероссийскому главному штабу сформировать для Украинской ССР необходимое количество военных комиссариатов. Сформированные в России военкоматы убывают на Украину: из Петроградского ВО 4 уездных военкомата, из Московского ВО — 1, из Заволжского ВО — 2, из Приуральского — 3, а также из других. Помощь в организации работы военных комиссариатов оказывал Революционный военный совет (далее РВС) Южного фронта.
1920 год
4 января
Правительство Советской Украины основываясь на принципах союза советских республик продолжило строительство своих вооружённых сил после освобождения территории Украины от других политических соперников. 4 января Всеукраинский революционный комитет в печати опубликовал декларацию «О военной политике Советской власти на Украине», в которой был определён путь развития вооружённых сил. В декларации говорилось также о создании военных округов, входящих в единую систему вооружённых сил советских республик.
13 января приказом Всероссийского главного штаба в Москве сформирован штаб КиевВО, который убыл в г. Киев. Помощь в организации работы военных комиссариатов оказывал Революционный военный совет Юго-Западного фронта, сформированный 10 января 1920.
В конце января приказом Реввоенсовета УССР из тыловых частей Юго-Западного фронта формируется Украинская трудовая армия. Личный состав армии занимался производством продовольствия, добывал топливо, сырьё, устанавливал трудовую дисциплину и снабжал предприятия рабочей силой.
21 января Совет Народных комиссаров УССР назначил члена РВС Южного фронта Сталина И. В. председателем Украинского Совета трудовой армии.
23 января приказом № 118/23 председателя Реввоенсовета Республики Троцкого Л. Д. на территории Украины вновь создаются Киевский военный округ с местом пребывания окружного комиссариата в г. Киеве и Харьковский военный округ.
24 февраля в Киев прибыл окружной военный комиссар Козловский. Затем его сменил Ягушевский В. В. 2 марта.
К концу марта округ включал территории Киевской, Черниговской, Подольской, Волынской, Херсонской и Одесской губерний.
25 марта создаётся управление запасных войск для формирования воинских частей. Формирование частей ведётся в Киеве — запасной стрелковый полк, в Одессе, Бердичеве, Николаеве, Елисаветграде, Чернигове — запасные стрелковые батальоны; в Одессе — гаубичная, в Чернигове — лёгкая и в Киеве — сводная запасные артиллерийские батареи; в Киеве, Елисаветграде — отдельные запасные кавалерийские дивизионы; в Киеве — отдельная инженерная запасная рота.
1 мая в связи со сложившейся угрожающей ситуацией на Юго-Западном фронте штаб округа эвакуировался в г. Полтаву.
6 мая советские войска оставили Киев.
12 июня в результате наступления советских войск освобождён Киев. 14 июля в город возвратился штаб округа.
6 октября по приказу председателя Ревоенсовета Республики Троцкого Л. Д. для борьбы с бандитизмом в тылу Юго-Западного фронта и телеграммы командующего Внутренней службы Республики от 4 ноября объединяются штаб командующего войсками Внутренней службы округа со штабом Киевского военного округа. Обязанности командующего войсками Внутренней службы округа возлагались на окружного военного комиссара КиевВО. Должность окружного военного комиссара переименована в командующего войсками военного округа.
26 ноября приказом № 767 по КиевВО окружной военный комиссар Шарапов В. В. вступил в должность командующего войсками КиевВО.
В 1920 штаб и войска округа готовили резервы для фронтов, боролись с бандитизмом на территории Украины, трудились по восстановлению народного хозяйства.
С 10 декабря войска, находившиеся на территории Украинской Социалистической Советской Республики назывались Вооружённые Силы Украины и Крыма. В их состав входили Киевский ВО и Харьковский ВО. Командующим ВС Украины и Крыма был Фрунзе М. В..
22 декабря приказом № 18 командующего Вооружёнными Силами Украины и Крыма Полевое управление Юго-Западного фронта и управление КиевВО сливаются в новое управление КиевВО. Командующим войсками округа назначен Егоров А. И., начальником штаба назначен Петин Н. Н.. В декабре расформированы полевые управления 12-й и 14-й армий.
30 декабря СНК РСФСР в связи с тяжёлым экономическим положением советских республик
решает сократить Советские Вооружённые Силы. Для проведения демобилизации в КиевВО создаются окружная, в армиях — армейские, в гарнизонах — гарнизонные комиссии.
1921 год
В апреле расформированы полевые управления 4-й и 6-й армий. В апреле командующим войсками округа назначен Петин Н. Н. Членами РВС округа были Аралов С. И. и Затонский В. П., начальником политического управления — Славин И. Е., начальником штаба Паука И. Х.
В сентябре на территории КиевВО дислоцировались:
- Сухопутные войска:

- 7-я Черниговская сд
- 24-я Самаро-Ульяновская Железная сд
- 25-я сд имени В. И. Чапаева
- 44-я Киевская сд
- 45-я Волынская сд

- Кавалерийские войска:

- 1-й конный корпус Червонного казачества им. Всеукраинского ЦИК

Командир корпуса В. М. Примаков. Управление корпуса в г. Липовец, что восточнее г. Винница.
- 8-я кавалерийская дивизия Червонного казачества

Начальник дивизии М. А. Демичев
- 17-я кавалерийская дивизия Червонного казачества

Начальник дивизии Г. И. Котовский
- 9-я кавалерийская дивизия

Начальник дивизии А. Е. Карташев
- отдельная Красногусарская кавалерийская бригада
- отдельная кавалерийская бригада

- Авиация округа включала три авиаотряда, один артавиаотряд, семь воздухоплавательных отрядов, два воздухоплавательных дивизиона, два авиапоезда, одну воздухобазу. На вооружении было 39 самолётов.
- Артиллерия входила в состав стрелковых и кавалерийских дивизий.
- Бронесилы включали танкоотряд, 5 бронеотрядов, 9 бронепоездов, один автобронеотряд, два автоотряда.
- Инженерные войска включали три железнодорожных полка, инженерный и понтонный батальоны, два транспортных моторно-понтонных отряда.
- Войска связи включали батальон связи, телеграфно-телефонный дивизион, радиодивизион, четыре телеграфно-строительные роты, три эксплуатационно-технические роты, учебный телеграфно-телефонный полк.

В течение 1921 г. часть войск округа вела бои с бандитами, остальные войска перестраивались для мирного времени. В войска Коммунистическая партия направляла коммунистов в качестве рядовых бойцов и политических руководителей.
В ноябре командующим войсками округа назначен И. Э. Якир.
1922 год

## Юго-Западный военный округ
21 апреля 1922 г. войска округа, объединённые с войсками Харьковского ВО в Юго-Западный военный округ, подчинены командованию Вооружённых Сил Украины и Крыма.

## Украинский военный округ
27 мая 1922 г. Юго-Западный военный округ переименован в Украинский военный округ  (УкрВО). Он включал всю территорию Украины. Управление находилось в Харькове.
Со второй половины года в округе формируются 6-й стрелковый корпус, 7-й стрелковый корпус, 8-й стрелковый корпус, 14-й стрелковый корпус. Имеющиеся стрелковые дивизии входят в состав этих корпусов.

### 1931 год
24 апреля 1931 года издана директива о начале строительства Коростеньского, Летичевского, Могилёв-Подольского-Ямпольского, Рыбницкого и Тираспольского укреплённых районов.
Состав войск округа 1929—1933:
- 6-й стрелковый корпус
- 7-й стрелковый корпус
- 8-й стрелковый корпус
- 14-й стрелковый корпус
- 17-й стрелковый корпус
- 1-й конный корпус Червонного казачества им. Всеукраинского ЦИК, командир корпуса М. А. Демичев. Управление корпуса в городе Проскуров
- 2-й конный корпус им. Совета Народны Комиссаров Украинской ССР, командир корпуса Н. Н. Криворучко. Управление корпуса находилось в г. Житомире
- восемь пограничных отрядов
- военно-морская база

По указанию ЦК ВКП(б) Реввоенсовет СССР в округе переводит на кадровый принцип комплектования 46-ю, 95-ю, 96-ю, 99-ю и 100-ю  территориальные стрелковые дивизии. С целью усиления войск из других округов передислоцировались 2-я Кавказская и 2-я Туркестанская стрелковые дивизии.

### 1932 год
4 февраля 1932 года управление 45-й сд 14-го ск переформировывается в управление 45-го механизированного корпуса, 133-й стрелковый полк — в 133-ю механизированную бригаду, 134-й стрелковый полк — в 134-ю механизированную бригаду, 135-й стрелковый полк — в 135-ю стрелково-пулемётную бригаду.
10 мая в Киеве началось формирование 2-й отдельной механизированной бригады, командир бригады В. И. Мернов.

### 1934 год
12 мая 1934 года приказом по войскам УкрВО № 0038 был сформирован 15-й стрелковый корпус. В составе корпуса были 2-я кавказская Краснознамённая, 7-я, 46-я сд.
Управление округа в июне переехало из г. Харькова в г. Киев.
Кировский завод в г. Ленинграде выпускал средние танки Т-28 серийно, что позволило формировать новые полки. К 1 ноября 1934 Харьковский паровозостроительный завод имени Коминтерна, директор завода тов. Бондаренко, собрал шесть танков Т-35А. По указанию наркома обороны танки были железнодорожным транспортом доставлены в столицу страны г. Москва для участия в военном параде 7 ноября.
В г. Харькове предположительно в конце 1934 года сформированы 4-й отдельный тяжёлый танковый полк и Отдельный учебный танковый полк. Полки входили в состав войск Резерва Главного Командования (далее РГК). 4-й полк должен был иметь на вооружении средние танки Т-28, а Отдельный учебный танковый полк (далее ОУТП)должен был иметь на вооружении средние танки Т-28 и тяжёлые танки Т-35А.
К концу 1934 года Харьковским паровозостроительным заводом были сданы Красной Армии ещё четыре машины Т-35А. Таким образом, на вооружении ОУТП были прототип Т-35-2 (выпуска 1933 г.) и Т-35А (выпуска 1934 г.) — 10 штук.

### 1935 год
В 1935 году в округе сформирован 7-й кавалерийский корпус. Управление корпуса находилось в г. Шепетовка.
2 мая начала формироваться 15-я механизированная бригада с управлением в г. Шепетовка Каменец-Подольской области.
Разделение Украинского военного округа

## Киевский военный округ
17 мая 1935 года, в соответствии с приказом НКО СССР № 079, КВО вновь создан в результате разделения Украинского военного округа на Киевский и Харьковский. В его состав включены территории Киевской, Черниговской, Винницкой, Одесской областей и Молдавской АССР, а в 1939 году — Западная Украина (присоединённая к СССР).
В округе формируется 17-я механизированная бригада с управлением в г. Проскуров.

### 1936 год
С января 1936 по 1939 в Киеве находилась 4-я отдельная тяжёлая танковая бригада, командир бригады И. В. Дубинский.
5 декабря в г. Белая Церковь сформировано Управление 13-го стрелкового корпуса.

### 1937 год
С ноября 1937 по 26.07.1938 в Киеве находилась 3-я отдельная механизированная бригада

### 1938 год
5 апреля Генеральный штаб РККА издаёт директиву № М1/00666 об изменении наименования 45-го механизированного корпуса в 25-й танковый корпус. Корпус оставался в г. Бердичев. Изменились наименования и у бригад корпуса: 135-я стрелково-пулемётная бригада переименована в 1-ю моторизованную стрелково-пулемётную бригаду, 134-я механизированная бригада — в 5-ю легкотанковую бригаду, 133-я механизированная бригада — в 4-ю легкотанковую бригаду.
Киевский Особый военный округ
26 июля Главный Военный совет Красной Армии принял постановление преобразовать Киевский военный округ в Киевский Особый военный округ, а в округе создать группы армейского типа. К 1 сентября армейские группы были сформированы.
Состав округа:
- Кавалерийская армейская группа
- Винницкая армейская группа
- Одесская армейская группа
- Житомирская армейская группа
- отдельные части, подразделения и учреждения окружного подчинения.

В середине года в автобронетанковых войсках были проведены перенумерация и переименование соединений и переход их на новые штаты.
3-я отдельная механизированная бригада получила название 36-я легкотанковая бригада с управлением в г. Киеве, 15-я механизированная бригада — 38-я легкотанковая бригада с управлением в г. Шепетовка, 17-я механизированная бригада — 23-я легкотанковая бригада с управлением в г. Проскуров.
15 августа приказом Народного комиссара обороны СССР № 009 Рыбницкий и Тираспольский укреплённые районы, располагавшиеся по р. Днестр, были подчинены командирам 99-й сд (д.б. 95-я стрелковая) и 51-й стрелковая дивизии 6-го ск Одесской армейской группы. Должности комендантов районов и штабы районов упразднялись.

### 1939 год
В марте 5-я отдельная тяжёлая танковая бригада РГК передана в состав округа и передислоцирована в г. Житомир в состав Житомирской армейской группы.
С весны 5-я оттбр переименована в 14-ю тяжёлую танковую бригаду.,
1 июля управление 5-го кавалерийского корпуса, корпусные части и 16-я кд передислоцированы в Киевский Особый военный округ, где корпус вошёл в состав Кавалерийской армейской группы. Управление корпуса расположилось в областном центре г. Каменец-Подольск, (11с).
Летом 4-я отд.тяж.тбр РГК переименована в 10-ю тяжёлую танковую бригаду. Командир бригады полковник Г. И. Иванов.
15 августа Нарком обороны СССР Маршал Советского Союза К. Е. Ворошилов издал директиву № 4/2/48611 Военному совету округа об организационных мероприятиях в сухопутных войсках с 25 августа по 1 декабря 1939 года — переводе кадровых стрелковых дивизии на новый штат в 8900 человек и развертывании стрелковых дивизий тройного развёртывания в стрелковые дивизии по 6 000 человек и формировании управлений стрелковых корпусов., Необходимо было: 15 — ю сд развернуть в 15,124,169-ю сд; 58-ю сд — в 58,140,146-ю сд, 7-ю сд — 7,130,131-ю сд, 62-ю сд — 62,187-ю сд.
25 августа в округе началось формирование новых управлений стрелковых корпусов, перевод кадровых стрелковых дивизий на новый штат и развёртывание новых стрелковых дивизий. Управления дивизий располагались: 15-я сд в Николаеве, 124-я сд в Кировограде, 131-я сд в Бердичеве, 146-я сд в Виннице, 58-я сд в Черкассы, 140-я сд в Умани, 169-я сд в Одессе,
187-я сд в Белой Церкови, 62-я сд в Киеве, 7-я сд в Чернигове, 130-я сд в Прилуки, 51-я сд в Тирасполе, 95-я сд в Котовске, 45-я сд в Волынске, 44-я сд в Житомире, 81-я сд в Шепетовке, 87-я сд в Белокоровичи, 60-я сд в Овруч, 97-я сд в Староконстантинове, 72-я сд в Ярмолине, 96-я сд в Проскурове, 99-я сд в Могилёв-Подольске.,
Формируются управления 27-го ск, 35-го ск, 36-го ск, 37-го ск, 49-го ск, 55-го ск.
1 сентября
Верховный Совет СССР принял Закон «О всеобщей воинской обязанности». Этим законом вводилась новая система комплектования Вооружённых Сил СССР и таким образом завершался переход от территориальной системы к кадровой системе комплектования личным составом. Призывной возраст граждан снижался с 21 года до 19 лет, а для окончивших среднюю школу (10 классов) — до 18 лет. Вместе с этим увеличивались сроки действительной военной службы рядового и сержантского состава в сухопутных войсках и авиации до 3-х лет, на флоте — до 5-ти лет. В запасе теперь граждане должны были находиться до 50-летнего возраста. Эти перемены были направлены на то, чтобы обучение и воспитание защитников социалистического Отечества было полным.
Началась германо-польская война.
4 сентября с разрешения СНК СССР Народный комиссар обороны СССР отдал приказ о задержке увольнения в запас отслуживших срочную службу красноармейцев и сержантов на 1 месяц и призыв на учебные сборы военнообязанных запаса в КОВО.
5 сентября в соответствии с постановлением СНК СССР № 1348—268сс от 2 сентября 1939 начался очередной призыв на действительную военную службу для войск на Дальнем Востоке и по 1 тыс. человек для каждой вновь формируемой дивизии, в том числе и в КОВО.
6 сентября около 24.00 Народный комиссар обороны СССР прислал командующему войсками КОВО командарму 1-го ранга С. К. Тимошенко директиву о проведении «Больших учебных сборов» (далее БУС) являвшихся скрытой частичной мобилизацией.
7 сентября начались мобилизационные мероприятия под названием «Большие учебные сборы» в КОВО и Винницкой армейской группе.
9 сентября ЦК ВКП(б) и СНК СССР приняли решение об увеличении тиражей армейских газет в округах, проводивших БУС, и центральных газет для распространения в армии.
В период подготовки к освободительному походу Винницкая армейская группа выделила часть войск в состав Кавалерийской армейской группы.
11 сентября КОВО выделил управление Украинского фронта и войска, входящие в него. Командующим войсками фронта назначен командарм 1-го ранга С. К. Тимошенко, членом Военного совета — корпусной комиссар В. Н. Борисов, начальником штаба — комдив Н. Ф. Ватутин.
14 сентября
Военному совету КОВО направляется директива Народного комиссара обороны СССР Маршала Советского Союза К. Е. Ворошилова и Начальника Генерального штаба РККА командарма 1-го ранга Б. М. Шапошникова за № 16634 «О начале наступления против Польши». В директиве поставлена задача к исходу 16 сентября скрытно сосредоточить и быть готовым к решительному наступлению с целью молниеносным ударом разгромить противостоящие польские войска.
Военному совету КОВО и Киевского пограничного округа НКВД была направлена совместная директива № 16662 Народного комиссара обороны СССР Маршала Советского Союза К. Е. Ворошилова и Народного комиссара внутренних дел Комиссара Государственной безопасности Л. П. Берия о порядке взаимодействия пограничных войск НКВД и полевых войск Красной Армии. Директива определяла срок перехода в подчинение командованию Красной Армии пограничных войск с момента перехода государственной границы для действий на территории противника.
На территории Винницкой армейской группы разворачивалась Кавалерийская армейская группа. Управление группы переместилось из г. Проскуров в г. Каменец-Подольский, областной центре Каменец-Подольской области. Командующий войсками командарм 2-го ранга Иван Владимирович Тюленев.
Образован Украинский фронт в составе Каменец-Подольской, Волочиской, Шепетовской, Одесской армейских групп.
15 сентября войска Украинского фронта в основном завершили мобилизацию и сосредоточились в исходных районах у советско-польской границы.
16 сентября
Управление Житомирской армейской группы переименовано в управление Шепетовской армейской группы с управлением группы в г. Шепетовка Каменец-Подольской области. Командующим войсками группы назначен командующий войсками Житомирской армейской группы комдив И. Г. Советников, членом Военного совета — бригадный комиссар П. А. Диброва.
Управление Винницкой армейской группы переименовано в управление Волочиской армейской группы с управлением в г. Волочиск. Командующим войсками Волочиской группы назначен командующий войсками Винницкой армейской группы Ф. И. Голиков, членом Военного совета — бригадный комиссар Г. Н. Захарычев.
Управление Кавалерийской армейской группы переименовано в управление Каменец-Подольской армейской группы с управлением группы в г. Каменец-Подольский, областном центре Каменец-Подольской области. Командующим войсками группы назначен командарм 2-го ранга И. В. Тюленев, членом Военного совета — бригадный комиссар А. Д. Дорошенко.
Одесская армейская группа не переименовывалась и её состав не изменялся.
Все армейские группы вошли в состав Украинского фронта. Военный совет фронта директивой № А0084 поставил подчинённым войскам боевые задачи.
17 сентября
Начался военный поход Красной Армии. См. Польский поход РККА. В составе Действующей армии войска фронта находились 17.9.39-28.9.39.
26 сентября народный комиссар обороны СССР издал приказ № 0053 о переименовании полевых управлений Белорусского и Киевского особых военных округов именовать управлениями фронтов.
12 октября из состава Украинского фронта выделены области ранее входившие в состав Киевского Особого и Харьковского военных округов для образования Одесского военного округа. Командующий войсками округ назначен И. В. Болдин. Одесская область и Молдавская АССР выделены из КОВО в состав нового Одесского военного округа.

### 1940 год
1 февраля штаб КОВО издаёт директиву № 4/00239 о расформировании управления 25-го танкового корпуса. 4-я легкотанковая и 5-я легкотанковая бригады стали самостоятельными.
7 февраля Народный комиссар обороны СССР издаёт директиву № 0/2/103684 о расформировании 1-й моторизованной стрелково-пулемётной бригады. Личный состав, материальную часть и имущество решено обратить на укомплектование автотранспортных бригад КОВО.
10 июня 1940 года в 0.35-1.00 начальник Генштаба РККА Маршал Советского Союза Б. М. Шапошников направил командующему войсками КОВО шифротелеграмму о приведении в готовность управлений соединений.
20 июня в 21.40 командиры Генерального штаба Красной Армии подполковник Шикин и майор Рыжаев в Киеве вручили командующему войсками КОВО генералу армии Г. К. Жукову директиву наркома обороны СССР и начальника Генштаба № 101396/СС о начале сосредоточения войск и готовности к 22.00 24 июня к наступлению с целью разгромить румынскую армию и занять Бессарабию. Из Управления КОВО выделяется Управление Южного фронта. Командующим войсками фронта назначается командующий войсками КОВО генерал армии Жуков, Георгий Константинович, штаб фронта в г. Проскуров.
Из войск КОВО в состав фронта вошли:
- 12-я армия (командующий армией генерал-лейтенант тов. Черевиченко, зам. командующего — генерал-лейтенант тов. Парусинов). Штаб армии в г. Коломыя.

Состав армии: 13-й стрелковый корпус, 8-й стрелковый корпус, 17-й стрелковый корпус, 15-й стрелковый корпус; 5-я, 10-я, 23-я, 24-я, 26-я и 38-я танковые бригады; 135-й, 168-й, 305-й, 324-й, 375-й и 376-й артполки РГК; 315-й и 316-й артдивизионы; 2-й кавалерийский корпус, 4-й кавалерийский корпус; 192-я стрелковая дивизия. Авиация армии — пять полков СБ, два полка легкобомбардировочных и восемь истребительных полков. Разграничительная линия между 12-й и 5-й армиями: река Збруч, Хотин, Липканы, все пункты включительно для 12-й армии.
- 5-я армия (командующий армией генерал-лейтенант тов. Герасименко, зам. командующего — генерал-майор тов. Советников). Штаб в г. Дунаевцы.

Состав армии: 49-й стрелковый корпус, 36-й стрелковый корпус; 36-я и 49-я легкотанковые бригады, 137-й и 331-й артполки и 34-й артдивизион РГК. 10-й Каменец-Подольский и Могилёв-Подольский — Ямпольский укреплённые районы в своих расположениях. Авиация армии состоит из двух полков скоростных бомбардировщиков СБ, одного легкобомбардировочного полка и трёх истребительных полков. Разграничительная линия армии слева — река Савранка, ст. Попелюхи, Каменка, Копачени, Пырлица, все пункты включительно для 9-й армии.
- Из войск Одесского ВО и войск прибывших из других округов, в том числе и из КОВО, формировалась 9-я армия (командующий войсками армии генерал-лейтенант Болдин И. В., заместитель командующего войсками армии генерал-лейтенант Козлов Д. Т.), штаб армии в Гросулово 35 км к северо-востоку от г. Тирасполь (ныне Великая Михайловка).[13]

8 июля в 20.00 граница была передана Красной Армией под охрану пограничным войскам НКВД. На новой границе и по рекам Прут и Дунай были развёрнуты 97-й — Черновицкий и 79-й — Измаильский пограничные отряды Украинского пограничного округа, 23-й — Липканский, 24-й — Бельцкий, 2-й — Каларашский, 25-й — Кагульский пограничные отряды Молдавского пограничного округа пограничных войск НКВД СССР.
8 июля часть войск Южного фронта начала выдвижение к новым местам постоянной дислокации.
9 июля все войска Южного фронта выдвигались к местам постоянной дислокации, расформировано управление Южного фронта.
10 июля расформировано управление 9-й армии.

### 1941 год
К 1941 году в Киевский особый военный округ входили Киевская, Винницкая, Житомирская, Каменец-Подольская, Станиславская, Тернопольская, Черновицкая, Ровенская, Волынская, Львовская, Дрогобычская области Украины. По составу КОВО был наиболее сильным из всех приграничных округов на западном направлении.
20 февраля в округе уже формировались 22-й механизированный корпус (имел 527 танков) в 5-й армии, 16-й механизированный корпус (имел 372 танков) в 12-й армии, а также 9-й механизированный корпус (имел 94 танков) , 24-й механизированный корпус (имел 56 танков), 15-й механизированный корпус (имел 707 танков), 19-й механизированный корпус (имел 274 танков) в резерве округа.,,
В конце февраля первые эшелоны с войсками германской Группы армий «Юг» начали выгружаться на линии Краков — Радом (Германия).
В марте сформировано управление 55-го стрелкового корпуса, управление 49-го стрелкового корпуса.,
20 марта Народный комиссар обороны СССР издал директиву Военному совету КОВО об ускорении строительства укреплённых районов, важнейшими являются Струмиловский и Рава-Русский Уры. В строительстве сооружений УРов ежедневно в КОВО трудились 43 006 чел.
23 апреля ЦК ВКП(б) и СНК СССР принимают постановление № 1112-459сс о формировании в Красной Армии до 1 июня 1941 г. противотанковых артиллерийских бригад и воздушно-десантных корпусов — в КОВО 1, 2, 3, 4-й птабр и 1, 2-го вдк.
С 24 апреля соединения германской Группы армий «Юг» с линии Краков — Радом (Германия) начали движение на восток к германо-советской границе.
2 мая начальник штаба округа М. А. Пуркаев провёл совещание о положении с лагерными сборами. Артиллерию округа возглавлял Н. Д. Яковлев. Генеральный штаб на время проведения летнего периода обучения по артиллерии конкретных указаний не дал. Начальник штаба округа решил — артиллерию приграничных стрелковых дивизий в полном составе в лагеря не выводить. Обучение с боевыми стрельбами проводить: от каждого из двух артполков дивизии отправлять на полигон сроком на один месяц по дивизиону. И после боевых стрельб возвращать эти дивизионы в свои соединения, заменяя их следующими по установленной очереди. Таким образом, в приграничных стрелковых дивизиях из 5 дивизионов артполков в месте постоянной дислокации всегда находилось по 3 дивизиона. Зенитная артиллерия должна проводить боевые стрельбы в районах расположения штабов стрелковых корпусов. Здесь же должны были находиться и корпусные артполки.
Генеральный штаб учитывая военно-политическую обстановку в Европе приступает к разработке плана обороны западной государственной границы. В этой работе принимает участие и штаб округа. Войска 5-й, 6-й, 26-й, 12-й армий должны были отразить первые удары войск вероятного противника, прикрыть мобилизацию, сосредоточение и развёртывание войск Резерва Главного Командования. Войска округа силами четырёх армий прикрытия занимали оборону на участке границы от Влодава до Липканы протяжённостью 1000 км.
5 мая Военный совет Киевского Особого военного округа получил указание Наркомата обороны в глубине территории округа подготовить тыловой оборонительный рубеж, на который вывести силы второго эшелона округа (основные силы стрелковые и механизированные корпуса). В случае прорыва войск противника через приграничную зону стрелковые корпуса должны были занять и прочно удерживать тыловой рубеж, а механизированные — находиться в готовности нанести контрудары и разгромить прорвавшегося в глубину противника. Авиация уже с полевых аэродромов прикрыть боевые действия войск округа.
В мае командующий войсками округа генерал-полковник М. П. Кирпонос провёл полевую поездку полевого управления фронта. В этих занятиях тактический фон создавали войска 9-го механизированного корпуса резерва округа во взаимодействии с 5-й армией. Учебные «боевые действия» на направлении Ровно, Луцк, Ковель.
В мае в течение 14 дней штаб округа провёл оперативное командно-штабное учение со средствами связи. В этом учении приняли участие штабы 5-й, 6-й, 26-й и 12-й армий и все штабы корпусов.
План обороны государственной границы Генеральным штабом совершенствовался. При занятии войсками 2-го эшелона округа тылового оборонительного рубежа у командующего войсками округа не оставалось резервов. Для создания резервов округа Генеральный штаб планирует и начинает перемещение из Харьковского и Северо-Кавказского военных округов Управления 19-й армии и стрелковых корпусов. Из СКВО во второй половине мая начинают прибывать войска 34-го стрелкового корпуса.
13 мая была отдана директива о выдвижении из Северо-Кавказского военного округа войск 19-й армии на рубеж реки Днепр. Соединения этой армии должны были сосредоточиться в новых районах в период с 1 июня по 3 июля и войти в войска Резерва Главного Командования.
14 мая Народный комиссар обороны СССР издал приказ о досрочном выпуске курсантов военных училищ и без отпусков о направлении уже командиров в воинские части.
25 мая Военный совет Забайкальского военного округа получил приказ о передислокации 16-й армии в КОВО.
25 мая в округ прибыл 31-й стрелковый корпус из Дальневосточного военного округа.
27 мая Генеральный штаб даёт указание командующему войсками округа о строительстве в срочном порядке полевого фронтового командного пункта.
9 июня Военный совет округа принял решение в войсках второго эшелона округа иметь носимый запас патронов при каждом ручном и станковом пулемёте, гранаты хранящиеся на складах распределить по подразделениям, половину боекомплекта снарядов и мин иметь в снаряженном состоянии, создать запас топлива не менее двух заправок.
10 июня управление 19-й армии прибыло в г. Черкассы. С 10 июня германские войска начинают движение к германо-советской границе.
12 июня Наркомат обороны СССР с разрешения Совета Народных Комиссаров СССР издаёт директиву Военному совету округа начать перемещение соединений из глубины территории округа к государственной границе, к 1 июля они должны занять районы по плану обороны.
В середине июня Военному совету округа Генеральный штаб приказал выдвинуть соединения из глубины территории округа ближе к государственной границе.
За период конец мая — начало июня в округе благодаря призыву на военные сборы военнообязанных запаса приграничные стрелковые соединения пополнились до 12 тысяч человек.
14 июня командир 27-го ск проводит учения и выдвигает 87-ю сд к государственной границе в район г. Владимир-Волынский. Дивизия изготовилась к бою.
15 июня Начальник артиллерии КОВО генерал-полковник Н. Д. Яковлев находился в приграничной зоне на большом артиллерийском полигоне вблизи г. Яворив (северо-западнее г. Львова) с проверкой хода боевой подготовки. Лагерные сборы проводили артиллеристы 6-го стрелкового корпуса 6-й армии, зенитные артиллерийские дивизионы Львовского района ПВО и артиллерийский полк резерва Главного Командования.
17—18 июня ЦК КП(б)У принял решение об отборе коммунистов на политическую работу в армию, в подразделения звена рота — батальон. Несколько дней работники Киевского областного комитета и городского комитета партии вместе с командирами военных комиссариатов и политработниками Управления политической пропаганды КОВО проводили отбор и рекомендовали на политическую работу в армию 175 коммунистов.
18 июня 109-я мд 5-го мк 16-й армии начала выгружаться на ст. Бердичев и разместились в 10 км от неё в Скруглевских лагерях.
18 июня Народный комиссар обороны СССР приказал Военному совету округа выделить из своего Управления Управление Юго-Западного фронта и до 22-23 июня фронтовому управлению занять основной командный пункт в г. Тернополе.
18 июня германские войска заняли исходные позиции — пехотные дивизии в 7-20 км, а танковые и моторизованные дивизии — в 30-50 км от советско-германской границы.
По партийному набору в г. Киеве было призвано в армию ещё 245 коммунистов-политработников запаса.
19 июня Генштаб приказал Военному совету округа вывести на основной командный пункт фронтовое управление.
19 июня Народный комиссар обороны СССР приказал Военному совету округа маскировать аэродромы и рассредоточивать самолёты на них, маскировать места расположения воинских частей, складов и баз.,
21 июня округ имел в своём составе 5-ю армию; 6-ю армию; 26-ю армию; 12-ю армию; Киевскую зону ПВО; авиационные части. Резервы округа — 31-й стрелковый корпус, 36-й стрелковый корпус, 37-й стрелковый корпус, 49-й стрелковый корпус, 55-й стрелковый корпус, 9-й механизированный корпус, 15-й механизированный корпус, 19-й механизированный корпус, 24-й механизированный корпус, 5-й кавалерийский корпус в составе 14-й кавалерийской дивизии. Тыловые части; военные учебные заведения и другие.
Полевое управление Юго-Западного фронта, сформированное из командиров и политработников штаба округа, убыло в г. Тарнополь на командный пункт.

### Великая Отечественная война
С началом Великой Отечественной войны на базе КОВО создан Юго-Западный фронт. Продолжал функционировать и округ, который был подчинён командующему Юго-Западным фронтом. Округ готовил резервы, маршевое пополнение, обеспечивал подвоз фронту оружия, боевой техники, горючего и продовольствия, создавал и обучал отряды народного ополчения, истребительные батальоны. В августе 1941 года на базе механизированных и стрелковых корпусов были сформированы три армии. Управление округа выполняло также мероприятия, связанные с отводом мобилизационных ресурсов вглубь страны, эвакуацией военных складов и баз, оказывало помощь местным партийным и советским органам в эвакуации на восток фабрик и заводов.
9 августа 1941 года управление КОВО было передислоцировано в город Конотоп, а затем в район города Сумы. По решению Ставки 10 сентября 1941 года округ был расформирован, а его части и учреждения переданы Юго-Западному фронту.
15 октября 1943 года Киевский военный округ вновь был восстановлен. Управление — в Чернигове, а с 1944 в Киеве. В 1946 в состав КВО вошла б.ч. упразднённого Харьковского ВО. С 1984 КВО находился в подчинении Главного командования войск Юго-Западного направления.

### С переходом к независимости
К 1991 году Киевский военный округ включал территории Киевской, Донецкой, Луганской, Днепропетровской, Харьковской, Сумской, Кировоградской, Полтавской, Черниговской и Черкасской областей Украинской ССР. После распада СССР на базе управления КВО в 1992 году образованы Вооружённые силы Украины. Части округа перешли к Северному оперативному командованию ВС Украины)

## Состав, организация, дислокацияВВСКОВО

#### на 20 октября 1939 года
- Киев
  - 51-я авиационная бригада — управление сформировано по штату 15/865-Б, численностью 35 человек[28]
    - 3-й легкий штурмовой авиационный полк — управление сформировано по штату 15/828-Г, численностью 41 человек[28]
      - 3 эскадрильи сформированы по штату 15/806-Б, численностью 255 человек[28]
      - 2 эскадрильи сформированы по штату 15/806-Д, численностью 156 человек[28]
      - резервная эскадрилья сформирована по штату 15/806-Б, численностью 85 человек[28]
      - химический взвод сформирован по штату 15/893, численностью 40 человек[28]

  - численность — 18473 человек[28]
  - окружное управление ВВС — штат 2/904[28]

### ВВС Киевского особого военного округа
- Командующий ВВС Киевского особого военного округа Феликс Антонович Ингаунис[29]
- Состав ВВС Киевского особого военного округа на 22 июня 1941 года[30]

| Объединения                              | Соединения и части ВВС |
| ---------------------------------------- | --- |
| Соединения и части фронтового подчинения | 44-я истребительная авиационная дивизия 64-я истребительная авиационная дивизия 19-я бомбардировочная авиационная дивизия 62-я бомбардировочная авиационная дивизия 14-я смешанная авиационная дивизия 15-я смешанная авиационная дивизия 16-я смешанная авиационная дивизия 17-я смешанная авиационная дивизия 63-я смешанная авиационная дивизия 36-я истребительная авиационная дивизия ПВО 315-й разведывательный авиационный полк 316-й разведывательный авиационный полк |

## Войска КВО на 1990 год
- Штаб округа — Киев

Округ подчинялся Главнокомандующему войсками Юго-Западного направления (штаб — Кишинёв). На его территории дислоцировались две гвардейские армии (6-я танковая и 1-я общевойсковая), соединения центрального и окружного подчинения. Авиационную поддержку Юго-Западного направления и КВО осуществляли 17-я и 24-я воздушные армии, а воздушное прикрытие — 8-я армия ПВО. Всего в 1990 г. в округе находилось примерно 150 тыс. военнослужащих, 1,5 тыс. танков, 1,5 тыс. боевых бронированных машин, 700 орудий, миномётов и РСЗО, 100 боевых и транспортных вертолётов.

### Сухопутные войска
- Управление командующего, штаб (г. Киев);[32]
- 254-я мотострелковая Черкасская ордена Ленина, Краснознамённая, орденов Суворова (Кутузова и Богдана Хмельницкого дивизия[~ 1]
- 70-я запасная танковая дивизия (кадра) (Десна);
- 67-я артиллерийская дивизия (кадра) (Малиновка);
- 73-я артиллерийская дивизия (кадра) (Девички);
- 61-я зенитно-артиллерийская дивизия (кадра) (Дзыговка);
- 141-я зенитно-артиллерийская дивизия (кадра) (Черкассы);
- 182-я зенитно-артиллерийская дивизия (кадра) (Кривой Рог);
- 232-я дивизия охраны тыла (Артёмовск).
- 368-й отдельный батальон охраны и обеспечения (г. Киев);
- 9-я отдельная бригада специального назначения ГРУ (г. Кировоград);
- 23-я отдельная десантно-штурмовая бригада ГКВЮЗН (г. Кременчуг);
- 58-я отдельная десантно-штурмовая бригада (кадра) (г. Кременчуг);
- 26-я ракетная бригада (г. Кировоград);
- 159-я ракетная бригада (г. Кировоград);
- 226-я ракетная бригада (г. Кременчуг);
- 137-я зенитная ракетная бригада (г. Умань);
- 192-я тяжёлая гаубичная артиллерийская бригада (г. Белая Церковь);
- 222-я пушечная артиллерийская бригада (г. Никополь);
- 265-я запасная артиллерийская бригада (г. Богодухов);
- 281-я пушечная артиллерийская бригада (с. Девички) (72 2А36);
- 182-я противотанковая артиллерийская бригада (г. Луганск);
- 147-й отдельный разведывательный артиллерийский дивизион;
- 51-й отдельный вертолётный полк (Александрия) (29 Ми-8, 26 Ми-6);
- 10-я инженерно-сапёрная бригада (г. Кременчуг);
- 313-я инженерно-сапёрная бригада (г. Бровары);
- 15-я отдельная гвардейская бригада связи (г. Бровары);
- 113-я отдельная бригада связи тыла (г. Гостомель);
- 74-я радиотехническая бригада ПВО (г. Фастов);
- 20-я отдельная бригада химической защиты (г. Харьков);
- 25-я отдельная бригада химической защиты (г. Киев);
- 28-я отдельная бригада химической защиты (г. Северодонецк);
- 103-я бригада материального обеспечения (г. Киев);
- 104-я бригада материального обеспечения (г. Северодонецк);
- 45-я трубопроводная бригада (Бахмач);
- противотанковый артиллерийский полк (Жмеринка);
- 185-й отдельный полк связи тыла (Семиполки);
- 16-й понтонно-мостовой полк (г. Киев);
- 658-й окружной инженерный склад (Ольшаница);
- 126-й отдельный батальон тропосферной связи (г. Бровары);
- 8-й отдельный переправочно-десантный батальон (Ахтырка);
- 719-й отдельный переправочно-десантный батальон (г. Бровары);
- 731-й отдельный батальон химической защиты (г. Киев);
- 94-я отдельная эскадрилья беспилотных средств разведки (г. Харьков);
- отдельная эскадрилья беспилотных средств разведки (Гайсин);
- 228-я отдельная вертолётная эскадрилья РЭБ (г. Харьков);
- 798-я отдельная рота спецназа ГРУ (г. Киев);
- 5197-я база хранения имущества (г. Луганск);
- 835-я база хранения имущества (Малиновка);
- 873-я база хранения имущества (с. Девички);
- 2897-я база хранения имущества (Новомосковск);
- 169-й гвардейский окружной учебный центр (г. Овруч) — сформирован из 48-й гвардейской учебной танковой дивизии

#### 1-я гвардейская общевойсковая армия
На 19 ноября 1990 г. в соединениях и на базах хранения армии имелись 763 танка (в том числе 381 Т-64, а остальные — типа Т-54/55), 617 БМП и БТР, 324 орудия, миномёта и РСЗО. Кроме того, армия располагала 12 боевыми и 11 транспортными вертолётами
- Управление командующего, штаб и отдельный батальон охраны и обеспечения (г. Чернигов);
- Соединения и части армейского подчинения;
- 25-я гвардейская мотострелковая Синельниковско-Будапештская Краснознамённая, орденов Суворова и Богдана Хмельницкого дивизия имени В. И. Чапаева, Лубны
- 72-я гвардейская мотострелковая Красноградская Краснознамённая дивизия (г. Белая Церковь);

#### 6-я гвардейская танковая армия
- Управление командующего, штаб и отдельный батальон охраны и обеспечения (г. Днепропетровск);
- Соединения и части армейского подчинения;
- 17-я гвардейская танковая Криворожская Краснознамённая, ордена Суворова дивизия (Кривой Рог)
- 93-я гвардейская мотострелковая дивизия — придана в 1990 г., выведена из Южной группы войск (Венгрия) в г. Новомосковск на место расформированной 22-й гв. тд. На 19 ноября 1990 из Венгрии прибыла часть сил дивизии.

### Военно-воздушные силы
Авиационную поддержку осуществляла 17-я воздушная Краснознамённая армия (в период 1980—1988 — ВВС КВО). Армия располагала только учебными частями.
Кроме того, на территории округа базировалось управление 24-й воздушной армии ВГК и 831-й истребительный авиационный полк 138-й истребительной авиационной дивизии 24-й воздушной армии ВГК. Остальные дивизии 24-й воздушной армии ВГК базировались в ПрикВО.
На территории округа дислоцировались соединения 46-й воздушной армии ВГК:
- 13-я гвардейская тяжёлая бомбардировочная авиационная Днепропетровско-Будапештская ордена Суворова дивизия (г. Полтава)
  - 184-й гвардейский тяжёлый бомбардировочный авиационный полк
  - 185-й гвардейский тяжёлый бомбардировочный авиационный полк
- 106-я тяжёлая бомбардировочная авиационная дивизия имени 60-летия СССР
  - 409-й тяжёлый бомбардировочный авиационный полк
  - 1006-й тяжёлый бомбардировочный авиационный полк[34]

### Войска ПВО
Воздушное прикрытие округа осуществляли 9-я, 11-я, 19-я дивизии 8-й Краснознамённой армии ПВО (штаб в г. Киев). В их составе:
- 146-й гвардейский истребительный авиационный полк
- 636-й истребительный авиационный полк
- 738-й истребительный авиационный полк
- 933-й истребительный авиационный полк
- 212-я гвардейская зенитная ракетная бригада
- 96-я зенитная ракетная бригада
- 100-я зенитная ракетная бригада
- 148-я зенитная ракетная бригада
- 369-я зенитная ракетная бригада
- 392-й гвардейский зенитный ракетный полк
- 138-й зенитный ракетный полк
- 276-й зенитный ракетный полк
- 317-й зенитный ракетный полк
- 138-я радиотехническая бригада
- 164-я радиотехническая бригада
- 14-й радиотехнический полк[34]

### РВСН
На территории округа располагался штаб 43-й ракетной Краснознамённой армии в г. Винница и её 43-я гвардейская ракетная дивизия.

## Командование войсками округа (1862—1917)

### Командующие войсками округа
- 06.07.1862 — 12.11.1862[35] — генерал-адъютант, генерал-лейтенант князь Васильчиков, Илларион Илларионович
- хх.11.1862 — хх.хх.1862 — временно исправляющий должность командующего войсками генерал-адъютант, генерал-лейтенант граф Ржевуский, Адам Адамович
- хх.хх.1862 — хх.01.1865 — генерал-адъютант, генерал от инфантерии Анненков, Николай Николаевич
  - 11.1864 — 02.1865 — врид генерал-лейтенант Семякин, Константин Романович
  - 03.1865 — 04.1865 — врид генерал-лейтенант Козлянинов, Николай Фёдорович
- 19.01.1865[36] — 30.12.1868 — генерал-адъютант, генерал от артиллерии Безак, Александр Павлович
- 06.01.1869 — 01.05.1872 — генерал-адъютант, генерал-лейтенант Козлянинов, Николай Фёдорович
- 26.04.1872 — 12.08.1877 — генерал-адъютант, генерал-лейтенант Дрентельн, Александр Романович
  - 01.-04.(?)1877 — временно командующий войсками генерал-адъютант, генерал-лейтенант князь Дондуков-Корсаков, Александр Михайлович
- 13.09.1877 — 15.04.1878 — временно командующий войсками генерал-адъютант, генерал-лейтенант Чертков, Михаил Иванович
- 15.09.1878 — 13.01.1881 — генерал-адъютант, генерал-лейтенант Чертков, Михаил Иванович
- 14.01.1881 — 15.07.1888 — генерал от инфантерии Дрентельн, Александр Романович
- 31.10.1888 — хх.08.1889 — генерал от инфантерии Радецкий, Фёдор Фёдорович
- 13.08.1889 — 10.09.1903 — генерал-адъютант, генерал от инфантерии Драгомиров, Михаил Иванович
  - 09.1903 — 12.1903 — врид генерал-лейтенант Сухомлинов, Владимир Александрович
- 24.12.1903 — 19.10.1905 — генерал-лейтенант Клейгельс, Николай Васильевич
- 19.10.1905 — 02.12.1908 — генерал-адъютант, генерал-лейтенант (с 16.12.1906 генерал от кавалерии) Сухомлинов, Владимир Александрович
- 02.12.1908 — 19.07.1914 — генерал-адъютант, генерал от артиллерии Иванов, Николай Иудович
- 19.07.1914 — 10.11.1914 — генерал от инфантерии Бухгольц, Владимир Егорович
- 10.11.1914 — 08.04.1916 — генерал-адъютант, генерал от инфантерии Троцкий, Владимир Иоанникиевич
- 08.04.1916 — 17.05.1917[37] — генерал-лейтенант Ходорович, Николай Александрович
- 17.05.1917[38][39] — 27.09.1917[40] — полковник Оберучев, Константин Михайлович
- 20.10.1917 — хх.11.1917 — генерал-лейтенант Квецинский, Михаил Фёдорович
- 11.1917 — 12.1917 — подполковник Павленко, Виктор Алексеевич (исполняющий обязанности)
- 18.12.1917 — хх.хх.хххх —  штабс-капитан Шинкарь, Николай Ларионович

### Начальники штаба округа
- 06.07.1862 — 11.08.1865 — генерал-майор (с 26.12.1863 генерал-лейтенант) Ган, Александр Фёдорович
- 11.08.1865 — хх.12.1868 — генерал-майор Драчевский, Василий Даниилович
- 14.02.1869 — 14.03.1873 — генерал-майор (с 16.04.1872 в Свите Е. И. В.) Драгомиров, Михаил Иванович
- 14.03.1873 — 17.07.1881[41] — генерал-майор Черкесов, Михаил Николаевич
- 30.08.1881 — 30.05.1887 — генерал-майор Свиты Е. И. В. (с 06.05.1884 генерал-лейтенант) Косич, Андрей Иванович
- 14.06.1887 — 01.09.1888 — генерал-лейтенант фон дер Лауниц, Михаил Васильевич
- 19.10.1888 — 21.12.1889[41] — генерал-лейтенант Эллерс, Эдуард Гаврилович
- 07.02.1890 — 21.02.1892 — генерал-майор Малама, Яков Дмитриевич
- 14.03.1892 — 12.03.1894 — генерал-майор Беневский, Аркадий Семёнович
- 14.07.1894 — 30.10.1896 — генерал-майор (с 14.05.1896 генерал-лейтенант) Кононович-Горбацкий, Пётр Викентьевич
- 06.11.1896 — хх.05.1899 — генерал-майор Шимановский, Евгений Станиславович
- 25.05.1899 — 12.10.1902 — генерал-лейтенант Сухомлинов, Владимир Александрович
- 27.01.1903 — 21.05.1908 — генерал-майор (с 06.12.1904 генерал-лейтенант) Маврин, Алексей Алексеевич
- хх.06.1908 — хх.10.1908 — вр. и. д. генерал-майор Рутковский, Александр Константинович
- 30.08.1908 — 12.07.1912 — генерал-лейтенант Алексеев, Михаил Васильевич
- июль 1914 — июнь 1915 — генерал-лейтенант Ходорович, Николай Александрович
- 23.07.1915 — 30.08.1916 — генерал-майор (с 10.04.1916 генерал-лейтенант) Новогребельский, Константин Станиславович
- сентябрь 1916 — 22.04.1917 — и. д. генерал-майор Бредов, Николай Эмильевич
- 22.04.1917 — 19.09.1917 — и. д. генерал-майор Оболешев, Николай Николаевич
- август—сентябрь 1917 — генерал-лейтенант Вирановский, Георгий Николаевич
- сентябрь—октябрь 1917 — генерал-майор Дюгаев, Михаил Капитонович
- ноябрь 1917 — врид полковник Пащенко, Василий Дмитриевич
- ноябрь—декабрь 1917 — генерал-майор Иванов[42]

## Командующие войсками Киевской военной области (1919)
- 7.09-14.12.1919 — генерал-адъютант Драгомиров Абрам Михайлович

## Командование войсками КВО (1919—1922)

### Командующие войсками
- 24.02.—04.09.1919 — Богданов, Михаил Сергеевич,
- 24.01.—24.02.1920 — Б. Козловский, окружной военный комиссар,
- 24.02.—28.08.1920 — Ягушевский, Владимир Владиславович, окружной военный комиссар,
- 28.08.—12.1920 — Шарапов, Виталий Васильевич, окружной военный комиссар, с 26.11.1920 командующий войсками,
- декабрь 1920 — январь 1921 — Лебедев В. Н.,
- 31.12.1920 — 17.04.1921 — Егоров, Александр Ильич,
- апрель—октябрь 1921 — Петин, Николай Николаевич,
- ноябрь 1921 — 21.04.1922 Якир, Иона Эммануилович.

### Члены РВС округа
- февраль—март 1919 — Спасский Ю. А.,
- март—апрель 1919 — Рындич А. Ф.,
- апрель—июль 1919 — Спасский Ю. А.,
- июль—август 1919 — Рындич А. Ф.,
- январь—март 1920 — Рындич А. Ф.,
- март—июнь 1920 — Ланда, Михаил Маркович,
- июнь 1920 — январь 1921 — Славин, Иосиф Еремеевич,
- январь—март 1921 — Аралов, Семён Иванович,
- март 1921 — январь 1922 — Левичев, Василий Николаевич,
- январь—май 1922 — Салько М. В.

### Начальники штаба
- апрель—декабрь 1920 — Земцов Михаил Никанорович,
- декабрь 1920 — январь 1921 — Петин, Николай Николаевич,
- январь 1921 — апрель 1922 — Паука, Иван Христианович.

## Командующий войсками Юго-Западного ВО (1922)
- 21.04-27.05.1922 — Германович, Маркиан Яковлевич.

## Командование войсками Украинского ВО (1922—1935)

### Командующие войсками округа
- июнь 1922 — март 1924 — М. В. Фрунзе,
- 10.05.1924 — март 1925 — А. И. Егоров (расстрелян в феврале 1939),
- март 1925 — май 1935 — И. Э. Якир (расстрелян в июне 1937).

### Помощники командующего войсками округа
- 05.1928 — 06.08.1929 — В. К. Блюхер,

### Члены Реввоенсовета округа
- июнь—декабрь 1922 — В. П. Затонский (расстрелян в июле 1938),
- июнь—декабрь 1922 — С. К. Минин (второй член Реввоенсовета),
- декабрь 1921—1925 — Н. Ф. Новиков,
- 1925 — июнь 1927 — Н. Ф. Кучмин (расстрелян в сентябре 1938)
- июнь 1927 — январь 1929 — Л. С. Дегтярёв (расстрелян в феврале 1940)
- январь—декабрь 1929 — Г. Г. Ястребов,
- январь 1930 — декабрь 1933 — Г. Д. Хаханьян (расстрелян в феврале 1939),
- январь 1934 — май 1935 — М. П. Амелин (расстрелян в сентябре 1937).

### Начальники штаба округа
- июнь—август 1922 — Н. В. Соллогуб,
- август 1922 — август 1923 — А. К. Андерс (расстрелян в апреле 1938),
- август 1923 — июль 1924 — В. Н. Чернышёв,
- июль—декабрь 1924 — И. А. Томашевич,
- декабрь 1924 — декабрь 1925 — С. А. Меженинов (расстрелян в сентябре 1937),
- декабрь 1925 — декабрь 1928 — П. П. Лебедев,
- декабрь 1928 — февраль 1931 — С. А. Пугачёв (арестован в октябре 1938, умер в ИТЛ в марте 1943),
- февраль 1931 — май 1935 — Д. А. Кучинский.

## Командование войсками КВО и КОВО (1935—1941)

### Командующие войсками округа

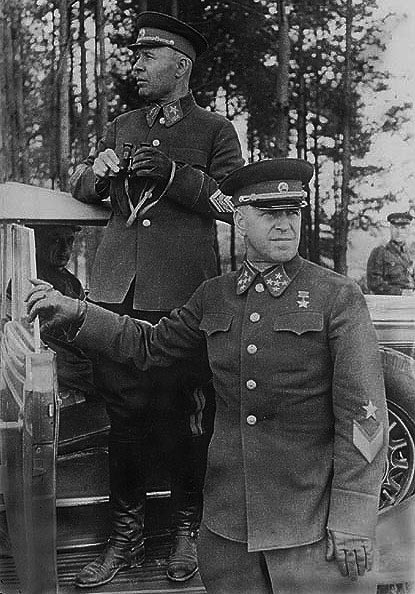
Нарком обороны СССР маршал С. К. Тимошенко и командующий КОВО генерал армии Г. К. Жуков на маневрах КОВО. 1940 год.

- май 1935 — май 1937 — командарм 1-го ранга Якир, Иона Эммануилович (с момента переименования округа и до ареста),
- май 1937 — январь 1938 — командарм 1-го ранга Федько, Иван Фёдорович (расстрелян в феврале 1939),
- февраль 1938 — январь 1940 —  командарм 2 ранга Тимошенко, Семён Константинович,
- июнь 1940 — январь 1941 —  генерал армии Жуков, Георгий Константинович,
- 14 января — 22 июня 1941 —  генерал-полковник Кирпонос, Михаил Петрович,
- июнь — сентябрь 1941 — генерал-лейтенант Яковлев, Всеволод Фёдорович.

### Члены Военного совета округа
- май 1935 — май 1937 — корпусной комиссар Амелин, Михаил Петрович (с момента переименования округа и до ареста),
- май — ноябрь 1937 — корпусной комиссар Щаденко, Ефим Афанасьевич,
- декабрь 1937 — апрель 1938 — комкор Смирнов, Илья Корнилович,
- апрель — ноябрь 1938 — дивизионный комиссар Поляков, Михаил Николаевич,
- ноябрь 1938 — апрель 1939 — дивизионный комиссар Николаев, Андрей Семёнович,
- апрель — июль 1939 — корпусной комиссар Мельников, Алексей Николаевич,
- июль — сентябрь 1939 — корпусной комиссар Борисов, Владимир Николаевич,
- сентябрь 1939 — июль 1940 — дивизионный комиссар, с июня 1940 корпусной комиссар Кожевников, Сергей Константинович,
- ноябрь 1940 — июнь 1941 — корпусной комиссар Вашугин, Николай Николаевич,
- сентябрь 1941 — корпусной комиссар Гапанович, Дмитрий Афанасьевич.

### Начальники штаба округа
- май 1935 — май 1936 — комдив Кучинский, Дмитрий Александрович (расстрелян в июле 1938),
- май 1936 — апрель 1937 — комдив Бутырский, Василий Петрович (расстрелян в октябре 1938),
- июль 1937 — июнь 1938 — комбриг, с февраля 1938 комдив Захаркин, Иван Григорьевич,
- июнь 1938 — октябрь 1938 — комдив Смородинов, Иван Васильевич,
- октябрь 1938 — июль 1940 —  комбриг, с февраля 1939 комдив, с ноября 1939 комкор Ватутин, Николай Фёдорович,
- июль 1940 — июнь 1941 — генерал-лейтенант Пуркаев, Максим Алексеевич,
- июнь 1941 — август 1941 — генерал-лейтенант Антонов, Алексей Иннокентьевич.

## Командование войсками КВО (1943—1992)

### Командующие войсками округа
- октябрь 1943 — март 1944 — генерал-лейтенант Косякин, Виктор Васильевич,
- март 1944 — июль 1945 — генерал-лейтенант Герасименко, Василий Филиппович,
- июль 1945 — май 1953 —  генерал-полковник Гречко, Андрей Антонович,
- 24 мая 1953 — апрель 1960 —  генерал армии, с марта 1955 Маршал Советского Союза Чуйков, Василий Иванович,
- апрель 1960 — январь 1965 —  генерал-полковник, с апреля 1964 генерал армии Кошевой, Пётр Кириллович,
- январь 1965 — май 1967 —  генерал армии Якубовский, Иван Игнатьевич,
- май 1967 — сентябрь 1969 —  генерал-полковник Куликов, Виктор Георгиевич,
- ноябрь 1969 — июнь 1975 — генерал-лейтенант, с апреля 1970 генерал-полковник Салманов, Григорий Иванович,
- июнь 1975 — август 1984 — генерал-полковник, с октября 1977 генерал армии Герасимов, Иван Александрович,
- август 1984 — январь 1989 — генерал-лейтенант, с октября 1984 генерал-полковник Осипов, Владимир Васильевич,
- январь 1989 — декабрь 1990 —  генерал-лейтенант, с мая 1989 генерал-полковник Громов, Борис Всеволодович,
- январь 1991 — апрель 1992 — генерал-полковник Чечеватов, Виктор Степанович.

### Члены Военного совета округа[43]
- октябрь 1943 — июль 1944 — генерал-майор Клементьев, Николай Николаевич,
- июль 1944 — май 1946 — генерал-майор Кулаков, Павел Христофорович,
- май 1946 — июль 1950 — генерал-лейтенант Мжаванадзе, Василий Павлович,
- июль 1950 — январь 1962 — генерал-майор, с мая 1954 генерал-лейтенант Александров, Николай Михайлович,
- январь 1962 — сентябрь 1969 — генерал-лейтенант, с февраля 1968 генерал-полковник Головкин, Василий Яковлевич,
- сентябрь 1969 — февраль 1975 — генерал-лейтенант, с мая 1972 генерал-полковник Беднягин, Анатолий Иванович,
- февраль 1975 — март 1982 — генерал-лейтенант, с февраля 1978 генерал-полковник Дементьев, Владимир Тимофеевич,
- март 1982 — сентябрь 1984 — генерал-полковник Родин, Виктор Семёнович,
- октябрь 1984 — июнь 1987 — генерал-лейтенант Арапов, Виталий Фёдорович,
- июнь 1987 — апрель 1991 — генерал-лейтенант Шарыгин, Владимир Александрович.

### Начальники штаба округа
- октябрь 1943 — июль 1945 — генерал-майор Хрипунов, Михаил Васильевич,
- июль 1945 — май 1949 — генерал-майор Тер-Гаспарян, Геворк Андреевич,
- июнь 1949 — февраль 1950 — генерал-лейтенант Кондратьев, Александр Кондратьевич,
- февраль 1950 — апрель 1952 — генерал-лейтенант Грызлов, Анатолий Алексеевич,
- апрель 1952 — декабрь 1954 — генерал-полковник Бобков, Фёдор Петрович,
- декабрь 1954 — март 1956 — генерал-майор, с 1955 генерал-лейтенант танковых войск Стогний, Георгий Ефимович,
- апрель 1956 — сентябрь 1959 —  генерал-полковник Иванов, Семён Павлович,
- сентябрь 1959 — декабрь 1964 — генерал-майор, с 1962 генерал-лейтенант Крамар, Владимир Михайлович,
- декабрь 1964 — январь 1970 — генерал-лейтенант Володин, Николай Константинович,
- март 1970 — июнь 1977 — генерал-лейтенант Ершов, Иван Дмитриевич,
- июнь 1977 — август 1979 — генерал-лейтенант Постников, Станислав Иванович
- август 1979 — апрель 1982 — генерал-лейтенант Елагин, Александр Сидорович,
- апрель 1986 — май 1988 — генерал-лейтенант Калинин, Михаил Николаевич,
- май 1988 — июль 1989 —  генерал-лейтенант Дубынин, Виктор Петрович,
- июль 1989 — декабрь 1991 — генерал-лейтенант Борискин, Валентин Данилович.

### Первые заместители командующего войсками округа
- декабрь 1951 — январь 1953 —  генерал-лейтенант Олешев, Николай Николаевич,
- октябрь 1953 — май 1958 — генерал-полковник Болдин, Иван Васильевич,
- май 1959 — сентябрь 1962 —  генерал-лейтенант, с мая 1961 генерал-полковник Лащенко, Пётр Николаевич,
- сентябрь 1962 — август 1969 — генерал-полковник Чиж, Владимир Филиппович,
- август 1969 — октябрь 1974 —  генерал-лейтенант танковых войск Горбань, Василий Моисеевич,
- октябрь 1974 — сентябрь 1977 — генерал-лейтенант Городецкий, Георгий Дмитриевич,
- сентябрь 1977 — март 1981 — генерал-лейтенант танковых войск Терентьев, Юрий Павлович,
- март 1981—1988 — генерал-лейтенант Фомин, Анатолий Дмитриевич,
- май 1988 — декабрь 1991 — генерал-лейтенант Цветков, Владилен Васильевич.